# Штарнбершко језеро
Штарнбершко језеро је језеро у јужној Баварској око 25 километара од Минхена. Са површином од 56,36 km² то је четврто језеро Немачке, а, захваљујући великој дубини, друго по количини воде. Језеро је настало отапањем алпских ледника. До 1962. звало се Вирмско језеро. 